# Колан на Венера
Коланът на Венера е името на атмосферен феномен, наблюдаван при изгрев и залез. Малко след залез и преди изгрев около хоризонта се наблюдава розов блясък - светлинна дъга, която се простира приблизително на 10°–20° над хоризонта. Често светещият колан е разделен от хоризонта чрез тъмен участък - сянката на Земята. Нежният розов цвят се дължи на разпръсната червеникава светлина от изгряващото или залязващото Слънце. Много подобен ефект може да се наблюдава по време на пълно слънчево затъмнение.